# Gonatium gilbum
Gonatium gilbum là một loài nhện trong họ Linyphiidae.
Loài này thuộc chi Gonatium. Gonatium gilbum được Friedrich Wilhelm Bösenberg miêu tả năm 1902.